# Punta di Bioula
La Punta di Bioula (Pointe de Bioula in francese) (3.414 m s.l.m.) è una montagna delle Alpi della Grande Sassière e del Rutor nelle Alpi Graie. Si trova in Valle d'Aosta lungo la cresta montuosa tra la Valsavarenche e la Val di Rhêmes.
Per la sua particolare posizione dalla vetta si possono osservare molte delle principali vette della Valle d'Aosta.

## Etimologia
Il toponimo in patois valdostano si riferisce alla betulla.

## Caratteristiche

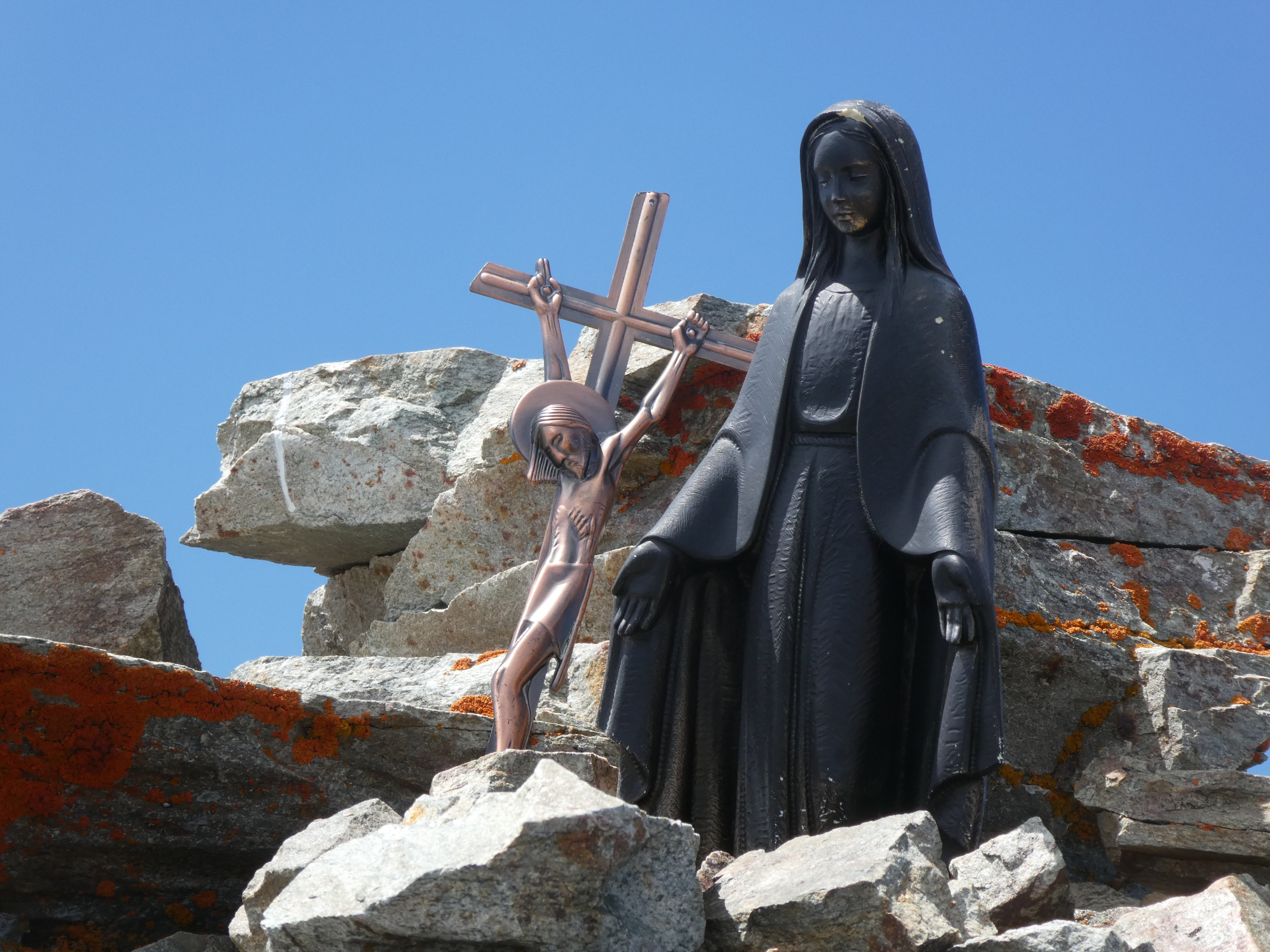
La vetta della montagna.

La montagna si trova tra i comuni di Valsavarenche e di Rhêmes-Saint-Georges.
Costituisce una delle principali elevazioni della cresta montuosa tra la Valsavarenche e la Val di Rhêmes. Continuando verso nord si incontrano la Punta del Ran (3.272 m), la Punta Chamoussière (2.942 m) e poi la cresta degrada; venendo verso sud si trovano nell'ordine: la Tours de Notre Dame (3.325 m), la Punta Bianca (3.427 m), il monte Roletta (3.384 m), la Cime de Gollien (3.116 m) e fino ad arrivare al Col de l'Entrelor (3.002 m).
Il re Vittorio Emanuele II aveva fatto costruire una mulattiera che dalla casa di caccia di Orvieille raggiungeva la cima della montagna. Della mulattiera oggi restano pochi resti.

## Accesso
Si può salire sulla vetta partendo dalla frazione Eaux-Rousses di Valsavarenche. La salita prevede un dislivello di 1750 m ed è classificata EE (escursionisti esperti). Dalla frazione si sale per comodo sentiero nel bosco fino a quello che era il casotto di caccia di Orvieille (2.165 m) e poi si seguono i resti della mulattiera reale fino alla vetta.
Il sentiero e la mulattiera reale vengono a mancare in molti tratti dopo il casotto di caccia di "Orvieille" (in cui è presente l'ultima fonte di acqua).